# Вацлав Хавел
Вацлав Хавел (на чешки: Václav Havel) е чешки драматург, дисидент и политик. Той е един от първите говорители на Харта 77, водеща личност при политическите промени през ноември 1989 г., последен президент на Чехословакия (1989 – 1992) и първи президент на Чехия (1993 – 2003). Автор е на около 20 пиеси и значителен брой есета, някои от които преведени в чужбина.

## Политическа дейност
В началото на 1960-те години неговата дейност в областта на политиката се засилва. Той става особено активен след началото на Пражката пролет. През 1977 г. неговата ангажираност с “Манифеста за човешки права” (Харта 77) му донася световна слава на лидер на опозицията в Чехословакия, което довежда и до арестуването му. 
През 1989 г. „Нежната революция“ издига Хавел чак до президентския пост. В качеството си на президент на Чехословакия, а след разделяне на страната и на Чехия, Хавел повежда страната към многопартийна демокрация. По време на неговото 13-годишно управление страната преживява бурни промени. Въпреки неговото негативно отношение Словакия се отделя ката самостоятелна държава. При неговото управление страната е приета в НАТО. Започват преговорите за членство в Европейския съюз, които приключват през 2004 г.
| „            | Десният догматизъм с неговата нетолерантност и догматична вяра в общи поучения ми пречи по същия начин, както и левите предразсъдъци, заблуди и утопии. Отказвам и винаги съм отказвал да се причислявам към десницата или левицата. Стоя извън тези политико-идеологически фронтове и съм независим от тях. Пазя своята свобода дотолкова, че без притеснения да имам за всичко собствено мнение и да не се чувствам ограничен от свои предходни самоограничения. Приемам дадено мое мнение да изглежда „левичарско“, а друго – „десничарско“. И да си призная – все ми е едно. | “ |
| Вацлав Хавел | |   |

## Признание
- 1968 и 1970: Off Broadway Theater Awards
- 1981: Награда Plaisir du théâtre
- 1982: Международна награда „Симон Боливар“
- 1986: Награда „Еразъм“
- 1989: Награда „Улоф Палме“, Швеция
- 1989: Награда за мир на немските книгоразпространители
- 1990: Голям кръст на Ордена на Почетния легион, Франция
- 1990: UNESCO/Bilbao Prize for the Promotion of a Culture of Human Rights
- 1990: Das politische Buch Preis
- 1990: Gottlieb Duttweiler Prize
- 1991: Internationaler Karlspreis der Stadt Aachen
- 1991: Sonning Prize
- 1991: доктор хонорис кауза на Брюкселския свободен университет[9]
- 1993: Награда „Теодор Хойс“
- 1994: Presidential Medal of Freedom, САЩ
- 1995: Международна награда на Каталуня
- 1995: доктор хонорис кауза на Техническия университет в Дрезден
- 1996: Planetary Consciousness Prize на Будапещенския клуб[10]
- 1997: Prix mondial Cino-Del-Duca
- 1997: Награда на принца на Астурия
- 1998: Internationaler Preis des Westfälischen Friedens
- 1999: Internationaler Adalbert-Preis
- 2002: Орден „За заслуги към Италианската република“
- 2002: Международна литературна награда „Ханс Зал“
- 2003: кавалер на Ордена на Канада[11]
- 2003: International Gandhi Peace Prize, Индия
- 2004: Light of Truth Award
- 2005: Österreichisches Ehrenzeichen und Österreichisches Ehrenkreuz für Wissenschaft und Kunst
- 2006: Brückenpreis der Stadt Regensburg
- 2007: доктор хонорис кауза на Лиежкия университет[12]
- 2009: Quadriga-Preis
- 2009: Internationaler Demokratiepreis Bonn
- 2009: доктор хонорис кауза на Института за политически изследвания в Париж[13]
- 2010: Международна награда „Франц Кафка“[14]

## Творчество

### Пиеси
- 1960 г. – Семейна вечер
- 1963 г. – Градинско увеселение
- 1965 г. – Съобщение
- 1968 г. – Затруднена способност за съсредоточаване
- 1968 г. – Ангел хранител
- 1968 г. – Пеперуда на антената
- 1971 г. – Съзаклятници
- 1972 г. – Просешка опера
- 1975 г. – Аудиенция
- 1975 г. – Вернисаж
- 1976 г. – Хотел в планината
- 1978 г. – Протест
- 1983 г. – Грешката
- 1984 г. – Largo desolato (Безкрайно отчаяние)
- 1985 г. – Изкушението
- 1987 г. – Санитарно благоустройство
- 1988 г. – Утре ще го пуснем

### Основни политически есета
- 1975 г. – Писмо до Густав Хусак
- 1978 г. – Силата на безсилните
- 1984 г. – Политика и съвест
- 1985 г. – Анатомия на умереността
- 1986 г. – За смисъла на Харта 77
- 1989 г. – Слово за словото

### Книжни издания
- 1964 г. – Антикодове
- 1966 г. – Протоколи
- 1983 г. – Писма до Олга
- 1984 г. – За човешката идентичност
- 1990 г. – Прояви
- 1991 г. – Летни размишления

## Памет
- На 5 октомври 2012 г. Летище Прага е преименувано на Пражко летище „Вацлав Хавел“.
- През 2016 г. в Киев променят името на един булевард в чест на Вацлав Хавел, също и спирка на скоростен трамвай.
- В началото на октомври 2016 г. във вътрешния двор на Националния театър в Прага се появява площад „Вацлав Хавел“.
- На 8 октомври 2020 г. е именуван площад „Вацлав Хавел“ в София.[15]